# Helmut Kristofics-Binder
Helmut Kristofics-Binder, né en 1960, est un patineur artistique et entraîneur autrichien, triple champion d'Autriche entre 1979 et 1981.

## Biographie

### Carrière sportive
Helmut Kristofics-Binder est triple champion d'Autriche entre 1979 et 1981.
Il représente son pays à deux mondiaux juniors (1976 et 1977 à Megève), trois championnats européens (1978 à Strasbourg, 1979 à Zagreb et 1980 à Göteborg) et deux mondiaux seniors (1979 à Vienne et 1980 à Dortmund). Il ne participe jamais aux Jeux olympiques d'hiver.
Il arrête les compétitions sportives après les championnats nationaux de 1981.

### Famille
Helmut Kristofics-Binder est le frère aîné de la patineuse artistique autrichienne Claudia Kristofics-Binder.

## Palmarès
| Compétitions principales      | 1976    | 1977    | 1978    | 1979    | 1980    | 1981    |  |  |  |  |  |  |  |  |
| Jeux olympiques d'hiver       |         |         |         |         |         |         |  |  |  |  |  |  |  |  |
| Championnats du monde         |         |         |         | 18e     | 18e     |         |  |  |  |  |  |  |  |  |
| Championnats d'Europe         |         |         | A       | 13e     | 12e     |         |  |  |  |  |  |  |  |  |
| Championnats d'Autriche       |         |         |         | 1er     | 1er     | 1er     |  |  |  |  |  |  |  |  |
| Championnats du monde juniors | 13e     | 5e      |         |         |         |         |  |  |  |  |  |  |  |  |
|                               |         |         |         |         |         |         |  |  |  |  |  |  |  |  |
| Autre Compétition             | 1975/76 | 1976/77 | 1977/78 | 1978/79 | 1979/80 | 1980/81 |  |  |  |  |  |  |  |  |
| Skate America                 |         |         |         |         | 10e     |         |  |  |  |  |  |  |  |  |
| Légende : A = Abandon         |         |         |         |         |         |         |  |  |  |  |  |  |  |  |